# Roman Reusch

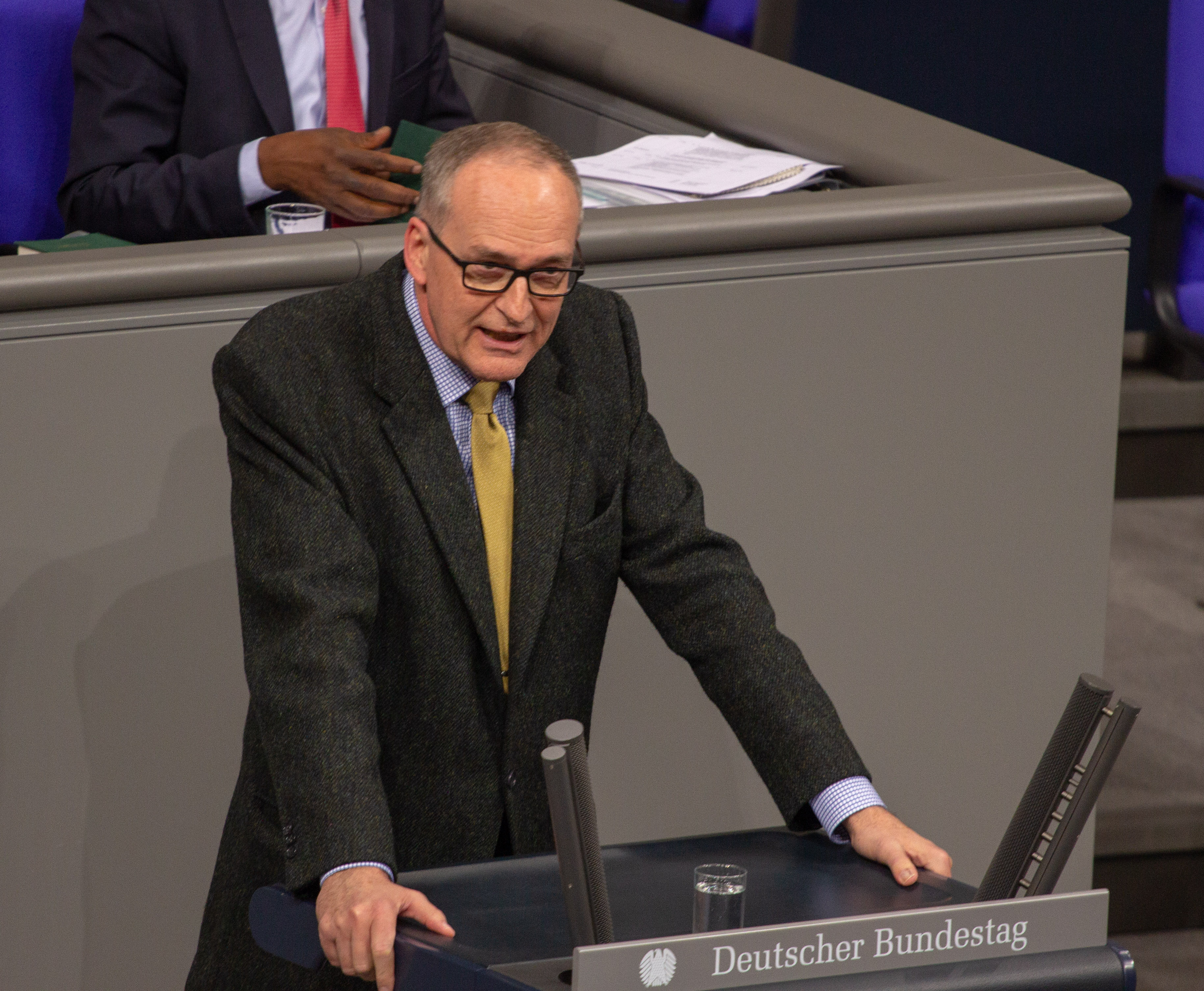
Roman Reusch, 2019

Roman Johannes Reusch (* 3. Februar 1954 in Düsseldorf) ist ein deutscher Jurist und Politiker der Partei Alternative für Deutschland. Er war von 2017 bis 2021 Mitglied des Deutschen Bundestags. Bis zu seiner Wahl war er als Leitender Oberstaatsanwalt in Berlin tätig und wurde als „Hardliner“ bezeichnet. Von Februar 2018 bis 2021 war Reusch Mitglied des Parlamentarischen Kontrollgremiums des Bundestags. Seit 2022 ist Roman Reusch Beisitzer im Bundesvorstand der AfD. Im August 2023 trat Reusch als Mitglied des AfD-Landesvorstandes Brandenburg, dem er seit 2015 als Beisitzer angehörte, zurück.

## Werdegang
Nach seinem Abitur 1973 in Berlin war Reusch ab 1975 Soldat auf Zeit. Seine Laufbahn beendete er 1978 als Leutnant. Von Ende 1978 bis Mitte 1983 studierte er in Berlin Rechtswissenschaft. Nach seinem 2. Staatsexamen 1986 wurde er Staatsanwalt bei der Staatsanwaltschaft Berlin. Ab Juni 2003 leitete Reusch dort als Oberstaatsanwalt eine damals von ihm neu gegründete, speziell für jugendliche Intensivtäter zuständige Abteilung. Als Leiter dieser Spezialabteilung für jugendliche Intensivtäter äußerte er sich in einem Interview in einer Wortwahl, die die damalige Justizsenatorin Gisela von der Aue dazu veranlasste ein Disziplinarverfahren mit der Begründung, dass „seine Worte das Gesetz überdehnt hätten“, gegen ihn zu eröffnen. Sie legte ihm die Versetzung nahe. Er wurde im Januar 2008 nach Angaben der Behörde „auf eigenen Wunsch“ zur Generalstaatsanwaltschaft versetzt. Im März 2016 folgte auf Betreiben des Berliner Generalstaatsanwalts Ralf Rother die Ernennung zum Leitenden Oberstaatsanwalt, wobei ihm auch die Leitung der Abteilung Auslieferung ausländischer Straftäter, Internationale Rechtshilfe übertragen wurde. Diese Abteilung setzt auch EU-Rahmenbeschlüsse zur Strafverfolgung und -vollstreckung um und koordiniert das Europäische Justizielle Netz für Berlin. Die Vereinigung Berliner Strafverteidiger und der Türkische Bund in Berlin-Brandenburg kritisierten die Entscheidung in Presseerklärungen, während Christian Bommarius das Mäßigungsgebot hervorhob und konstatierte: Solange ein Beamter „seine Arbeit ordentlich erledigt“, dürfe er auch „in seiner Freizeit einer unappetitlichen Partei als Funktionär zur Verfügung“ stehen, ergo dürfe ein „Protest gegen seine Beförderung keinen Erfolg“ haben.

## Kontroversen um jugendliche Intensivtäter
In einem Spiegel-Gespräch mit Bernd-Rüdeger Sonnen im Mai 2007 hatte Reusch gesagt, dass knapp 80 % der jungen Intensivtäter in Berlin einen Migrationshintergrund hätten und „jeder Einzelne dieser ausländischen Täter“ seiner Ansicht nach „in diesem Land nicht das Geringste verloren“ habe. Seiner Ansicht nach könne Untersuchungshaft für die besonders gewaltbereiten unter den Intensivtätern eine sinnvolle Erfahrung sein. Allerdings ist das einzige Ziel einer Untersuchungshaft, die Durchführung einer Hauptverhandlung zu sichern, nicht: „jemanden aus dem Verkehr zu ziehen“; weshalb eine solche Praxis gemäß Sonnen wie auch anderen Kritikern wie beispielsweise Udo Vetter rechtswidrig wäre. Justizsenatorin Gisela von der Aue nannte die auch vom Generalstaatsanwalt als kritisch angesehenen Äußerungen Reuschs „inakzeptabel“ und leitete ein Disziplinarverfahren ein.
Zu breiter Rezeption in den Medien führte im Dezember 2007 ein Vortrag Reuschs auf Einladung der CSU-nahen Hanns-Seidel-Stiftung über „Migration und Kriminalität“. Darin thematisierte er erneut insbesondere den Migrationshintergrund, den ein Großteil jugendlicher Intensivtäter habe, und forderte wie bereits im Spiegel Konsequenzen auch ausländerrechtlicher Art bis hin zu Ausweisungen auch explizit für in Deutschland geborene wie z. B. im Fall Mehmet umgesetzt. Reusch stellte dabei dar, dass von den 495 in Berlin als junge Intensivtäter klassifizierten Personen zwar 49 % deutsche Staatsangehörige waren. Ohne Berücksichtigung von Russlanddeutschen stammte aber bei 79,8 % aller jungen Intensivtäter mindestens ein Elternteil aus dem Ausland. Gemäß der Göttinger Kulturanthropologin und Medizinhistorikerin Susanne Ude-Koeller wurde aber die „generelle Zuverlässigkeit der von Reusch zugrunde gelegten Daten und Instrumentarien von Kennern bezweifelt“.

### Reaktionen
Auch wenn Reusch selbst eingeräumt hatte, dass seine „Vorschläge ja alle verfassungswidrig“ seien, kam es zu Kontroversen. Der Strafrechtsexperte Günter Tondorf (SPD) bezeichnete Reusch als „geistigen Brandstifter“. Die Tageszeitung Hürriyet nannte Reusch einen „rassistischen Staatsanwalt“. In der Boulevardpresse des Springerverlags wurde er dagegen als „Berlins“ bzw. sogar „Deutschlands mutigster Staatsanwalt“ bezeichnet, die Bild-Zeitung beschäftigte sich mehrfach auf ihrer Titelseite mit seinen Aussagen. Strafrechtler Günter Tondorf erinnerten allerdings Aufmachung und Sprache dieser Bild-Artikel an den Stürmer, der Bild-Journalist habe sich „in die Nähe einer Volksverhetzung begeben bzw. einer solchen […] zumindest verdächtig gemacht“. Reusch dagegen schüre „geschickt wie skrupellos“ „einseitig die ohnehin hochkochenden Emotionen in der Bevölkerung“, die von Roland Koch im Wahlkampf zur Hessenwahl 2008 aufgegriffen würden. Aktuell von Wolfgang Heinz formulierten, einhellig in der Kriminologie bestehenden Konsens ignoriere er dagegen.
Anfang Januar 2008 erhielt Reusch fast zeitgleich Einladungen zu den Talkshows hart aber fair und Anne Will, für die er allerdings keine Genehmigung seiner Behörde erhielt. Gemäß dem hart aber fair-Produzenten gegenüber der Bild-Zeitung habe Reusch „von einem Maulkorb, den er verpasst bekommen habe“ gesprochen. Der Leitende Oberstaatsanwalt Andreas Behm bestritt ein Redeverbot. Die Erlaubnis, trotz des seit Mai 2017 gegen Reusch laufenden und noch nicht abgeschlossenen Disziplinarverfahrens einen Vortrag „bei der Hanns-Seidel-Stiftung zu halten, zeige, dass man ihn keineswegs mundtot machen wolle“. Thema der Sendungen war generelle Jugendkriminalität. Da Reusch nur einen speziellen Bereich zu diesem prekären Thema abdecke, behalte sich der Behördenleiter daher selbst Auskünfte vor. Hinter dem beamtenrechtlich legitimen Verbot sahen Regina Mönch und Michael Hanfeld in der FAZ, dass Reusch nach ihrer Wahrnehmung nicht die Linie von Behm und Justizsenatorin von der Aue vertrat. Unter den Berliner Staatsanwälten habe das Auftrittsverbot für Empörung gesorgt. Zwei Wochen später informierte ein Sprecher der Behörde über Reuschs Versetzung „auf eigenen Wunsch“ in die Berliner Generalstaatsanwaltschaft.

## Politik
Im Sommer 2013 trat Reusch der AfD bei, 2014 wurde er Vorsitzender Richter des Schiedsgerichts der AfD Brandenburg. Vom November 2015 bis zum August 2023 gehörte Reusch dem Vorstand der AfD Brandenburg als Beisitzer an. Er war auch Sprecher des Landesfachausschusses Bevölkerung und sozialer Zusammenhalt des AfD-Landesverbandes. Ab Anfang 2016 wurde unter Leitung von Reusch die Programmarbeit der AfD Brandenburg umfassend überarbeitet. Im Januar 2017 wurde er auf Platz 2 der Brandenburger Landesliste für die Bundestagswahl 2017 gewählt. Nach einer Ankündigung von Justizsenator Dirk Behrendt, Reusch im Bundestagswahlkampf bezüglich Konformität seiner Äußerungen mit dem Mäßigungsgebot zu beobachten, reichte die AfD Berlin eine Organklage beim Berliner Verfassungsgerichtshof ein, weil Behrendt durch seine Äußerungen nach Ansicht der AfD die Chancengleichheit gefährde. Der AfD-Landesvorsitzende Berlins, Georg Pazderski, begründete die Klage damit, dass nach seiner Auffassung Behrendt in Medien und im Parlament versucht habe, Reusch sowie die in Berlin kandidierende Richterin Birgit Malsack-Winkelmann mit Hetze und Falschnachrichten in Korrelation zu setzen. Bei der Bundestagswahl 2017 zog Reusch über die Landesliste der AfD Brandenburg in den Bundestag ein.
Im November 2017 brachte Reusch gemeinsam mit Waldemar Herdt und Norbert Kleinwächter einen Antrag zur Förderung der Rückkehr syrischer Flüchtlinge im Bundestag ein. Im Antrag behaupteten die Abgeordneten: „Die Sicherheitslage in großen Teilen Syriens hat sich in den vergangenen Monaten substantiell verbessert.“ Sie beriefen sich dabei auf die International Organization for Migration (IOM), wonach „allein in den ersten sieben Monaten des Jahres 2017 insgesamt über 600.000 Syrer“ in ihre Heimat zurückgekehrt seien, und forderten, die Bundesregierung solle ein Abkommen mit dem syrischen Diktator Baschar al-Assad schließen, damit Flüchtlinge von nun an wieder „sicher und kostenfrei“ in das Bürgerkriegsland ziehen könnten. Die IOM hatte zwar eine Meldung unter einer derartigen Überschrift veröffentlicht, doch an Stelle einer besseren Sicherheitslage beschrieb diese das Gegenteil: 93 % dieser 600.000 Menschen hatten laut IOM Syrien gar nicht erst verlassen, sie waren innerhalb des Landes geflüchtet. Im selben Zeitraum seien zudem mehr als 800.000 Syrer vertrieben worden. 10 % der Rückkehrer hätten ein zweites Mal fliehen müssen. Der Bericht schloss, eine Heimkehr sei „nicht unbedingt freiwillig, sicher oder nachhaltig“ (englisch: „not necessarily voluntary, safe or sustainable“). Laut neuesten IOM-Zahlen mussten zwischen Januar und Oktober sogar fast 1,5 Millionen Menschen innerhalb Syriens fliehen. Die Abgeordneten der übrigen Fraktionen reagierten mit Kopfschütteln, sie warfen der AfD „Zynismus“ und „Taschenspielertricks“ vor. Die Süddeutsche rezipierte die Vorstellung des Antrags unter dem Titel „Alternative Fakten für Deutschland“, der BR nahm eine veränderte Debattenkultur wahr, auch der MDR berichtete von einer neuen Streitkultur, zu der „laute und schrille Töne sowie Provokationen“ zählten.
Die AfD-Fraktion stellte Reusch im Januar 2018 als ihren Kandidaten für das Parlamentarische Kontrollgremium (PKGr) auf. Reusch erhielt bei der Wahl in das Gremium 210 Stimmen, zu seiner Wahl wären jedoch 355 Stimmen nötig gewesen. Zeit Online schrieb, generell hätten viele Parlamentarier Bedenken gegen eine Beteiligung der AfD an dem Gremium und einige befürchteten, die AfD könnte Details nachrichtendienstlicher Aktivitäten gegen Rechtsextreme an diese weitergeben. Bundestagsvizepräsident Oppermann stellte einen weiteren Wahlgang zur Besetzung des Gremiums in Aussicht. Am 1. Februar 2018 wurde Reusch dann schließlich doch mit 378 Stimmen (notwendige Mehrheit: 355 Stimmen) in das neunköpfige Gremium gewählt. Die stellvertretende AfD-Fraktionschefin Beatrix von Storch twitterte umgehend: „Besser spät als nie“.
Reusch war ordentliches Mitglied im Wahlausschuss und war im Rechtsausschuss des Deutschen Bundestages. Er gehörte außerdem dem Parlamentarischen Kontrollgremium an und war stellvertretendes Mitglied im Ausschuss für Inneres und Heimat. Für die Bundestagswahl 2021 trat Reusch nicht wieder an.
Auf dem 13. Bundesparteitag der AfD im Juni 2022 wurde Reusch als Beisitzer in den Bundesvorstand der Partei gewählt.
Seinem Rücktritt als Beisitzer im AfD-Landesvorstand Brandenburg im August 2023 soll nach rbb24-Recherchen sein Antrag auf ein Parteiausschlussverfahren gegen ein Bundesvorstandsmitglied der Jungen Alternative vorausgegangen sein, dem der Landesvorstand Brandenburg nicht folgte. Der Verfassungsschutz hatte bei der Einstufung der Jungen Alternative als „gesichert extremistisch“ auch Äußerungen dieses Bundesvorstandsmitglieds herangezogen.